# Бардине ди Сан Теренцо (Маса-Карара)
Бардине ди Сан Теренцо је насеље у Италији у округу Маса-Карара, региону Тоскана.
Према процени из 2011. у насељу је живело 228 становника. Насеље се налази на надморској висини од 199 м.